# Kostel svatého Bartoloměje (Prievidza)
Farní kostel sv. Bartoloměje apoštola je gotický kostel v Prievidzi na Pribinově náměstí postavený ve druhé polovině 14. století.
Farnost v Prievidzi byla založena začátkem 13. století. V roce 1321 hradní fara zanikla a zanedlouho se začalo se stavbou nové městské fary a farního kostela. Během let prošel kostel různými změnami. Interiér se nezachoval v původním stavu, zachovaly se pouze některé gotické kostelní předměty, které se používají dodnes. Interier byl doplněn o varhany. Věž kostela postupně dostávala zvony, které svolávaly obyvatelstvo na bohoslužby a byly též signalizačním zařízením v případě pohrom. V roce 1523 byla vytvořena na severní straně freska snímání z kříže. Na jižní straně je namalována freska sv. Kryštofa. Po rekonstrukci střechy a jiných opravách byl kostel sv. Bartoloměje zařazen mezi národní kulturní památky. V roce 1969 byl farní kostel vykraden.